# Matrice pătrată

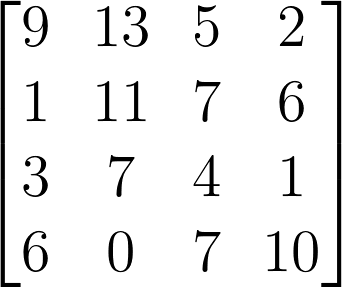
O matrice pătrată de ordinul 4. Numerele a_{ii} formează diagonala principală a matricii pătrate. În acest caz, diagonala principală a matricii conține elementele a_{11} = 9, a_{22} = 11, a_{33} = 4, a_{44} = 10.

În matematică, o matrice pătrată este o matrice cu același număr de linii și coloane. O matrice cu n linii și n coloane mai este cunoscută și ca matrice pătrată de ordinul n. Oricare matrici pătrate de același ordin pot fi adunate sau înmulțite.